# Мосхопс
Мосхопс (Moschops — досл. «теляче обличчя») — викопний рід терапсидів, що існував у гваделупії, близько 265—260 мільйонів років тому. Це були рослиноїдні тварини міцної будови, що, можливо, вели частково водний спосіб життя, як сучасні бегемоти. Мали короткі та товсті голови які, можливо, використовували у бою, конкуруючи за ресурси. Їхні ліктьові суглоби були анатомічно пристосовані до пересування, подібного до ссавців, а не повзання.
Повідомляється про знахідки зразків цього виду в регіоні Кару в Південній Африці, у так званій зоні розселення тапіноцефалів (Tapinocephalus Assemblage Zone). 

## Опис

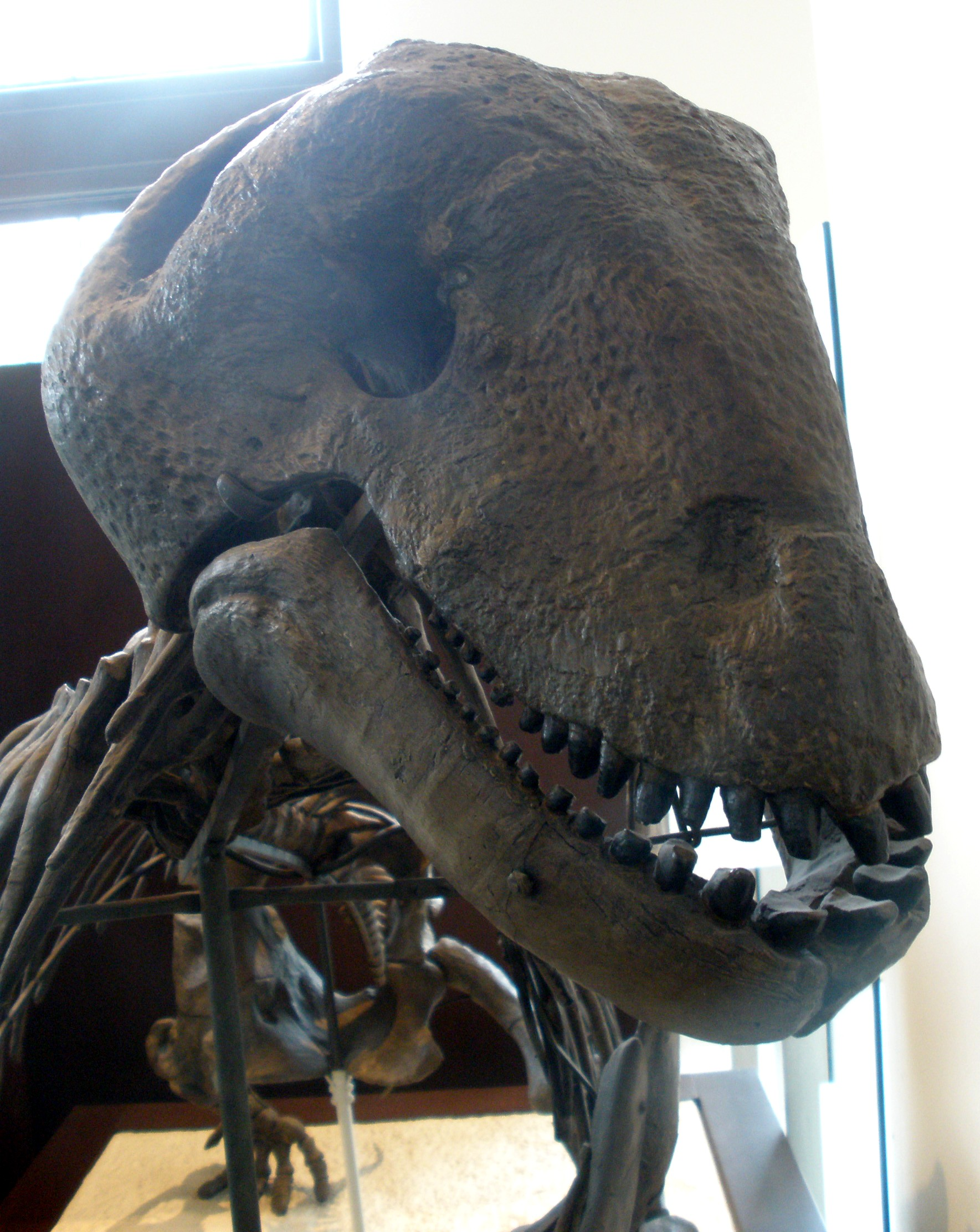
Череп мосхопса зблизька, Американський музей природознавства

Мосхопс сягав приблизно 2,7 метра завдовжки, типовий представник диноцефалів. Він мав коротку, важку і широку голову, його широка потилиця звужувалася на межі із спиною. Мав досить міцну щелепу. Вважається, що мосхопс був травоїдною твариною, і живився бідними на вітаміни стеблинами рослин. Так як ці рослини мали у собі досить малу кількість поживних речовин, припускається, що він годувався досить довго протягом дня. Його специфічна будова дозволяла йому відкривати свій ліктевий суглоб ширше, ніж в інших рептилій, це давало йому змогу пересуватися схожим чином до ссавців. Досить імовірно, що мосхопс був дуже повільною твариною, здатною пересуватся лише на короткі відстані. Крім того вважається, що мосхопс міг плавати, адже враховуючи його будову, голова мосхопса була дуже корисною при плаванні, а хвіст, який врівноважував баланс тіла, служив «двигуном». Нижня щелепа налічувала 13-15 зубів, а верхня — 16. Перші 5-6 різців дуже сильні.
Жив мосхопс у пермському періоді на берегах річок у саваннах, та місцях, де рослинність не дуже буйна.

## Перші знахідки

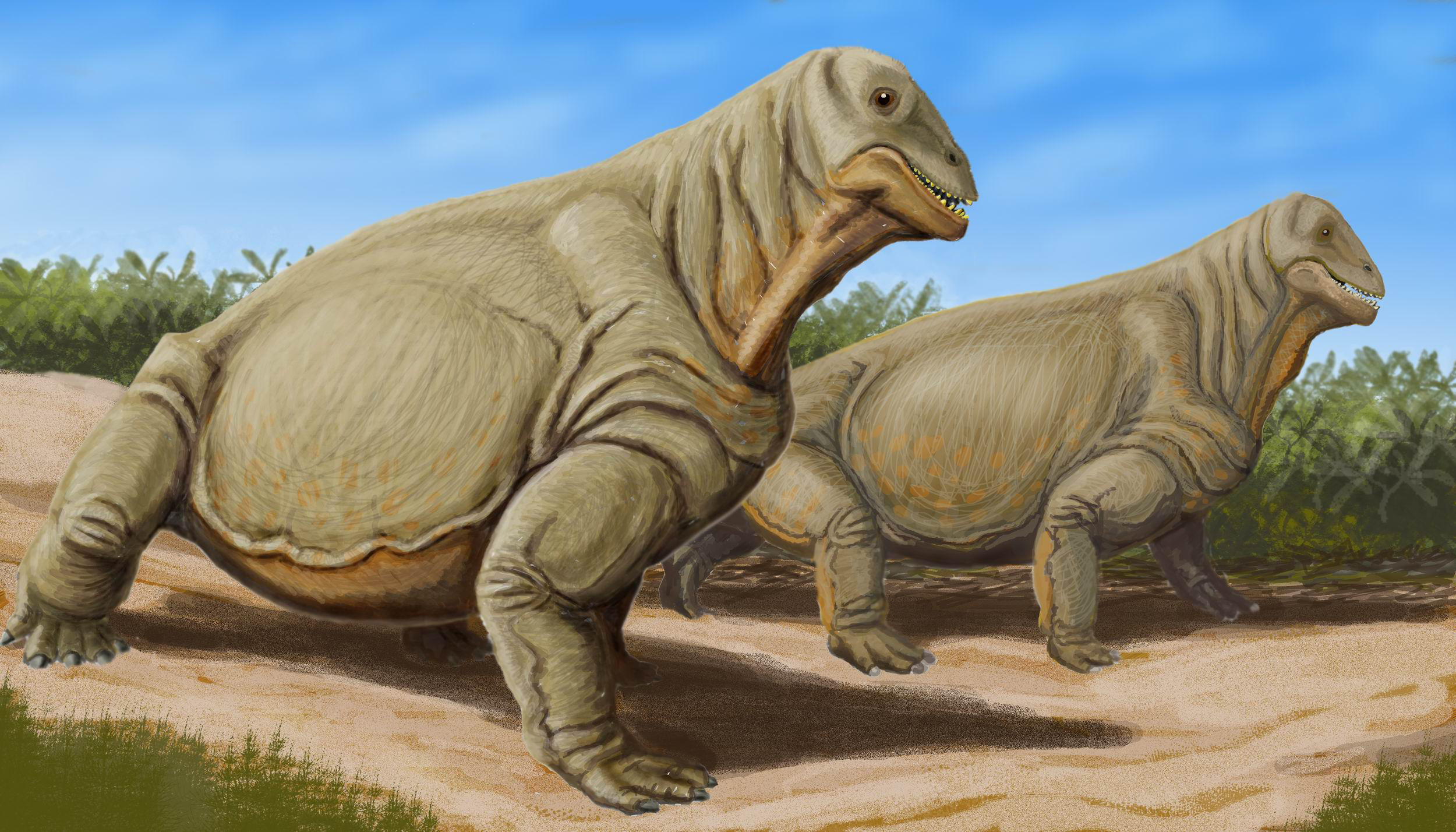
Палеоарт на основі реконструкції скелета, знайденого в Південній Африці

Вперше залишки мосхопса були знайдені у 1910 році Робертом Брумом, на фермі Шпітцкоб, поблизу Лайнсбурга у Південній Африці.